# COV Haarlem
De COV Haarlem, opgericht in 1911, is het oudste oratoriumkoor van Haarlem. De Chistelijke Oratorium Vereniging geeft jaarlijks tweemaal in de Philharmonie Haarlem een uitvoering van oratoria en overeenkomstige werken, waaronder traditiegetrouw op elke Goede Vrijdag de Matthäus Passion van Johann Sebastian Bach.

## Geschiedenis
Het koor ontstond in 1911 vanuit een behoefte van leden van de Haarlemse Gereformeerde Zangvereniging Hosanna om grote oratoria uit te voeren. De eerste dirigent was de uit Naarden afkomstige Johan Schoonderbeek (1874-1927). Op vrijdag 1 maart 1912 gaf de COV Haarlem haar eerste concert in de Concertzaal der Sociëteit ‘Vereeniging’. De Christus van Frans Liszt werd toen uitgevoerd met solisten Tilia Hill, Hermina Scholten, Jacques van Kempen en Gerard Zalsman.
Het koor zong voor de eerste maal de Matthäus Passion van J.S. Bach op 21 maart 1929, met medewerking van gerenommeerde solisten zoals Jacques van Kempen en Willem Ravelli. Het pas verworven Cavailleé Coll orgel werd bespeeld door Piet Halsema en het begeleidend orkest was het Utrechts Stedelijk Orkest. Vanaf dat moment stond het koor op Goede Vrijdag met dit werk bijna elk jaar op het podium. 
Op 20 mei 1932 gaf Nobelprijswinnaar Albert Schweitzer een orgelconcert in de Grote Kerk van Haarlem, met medewerking van de COV Haarlem, onder leiding van George Robert. Als musicus was Schweitzer bekend door zijn studies en interpretaties van de muziek van J.S. Bach op orgel en piano. Hij keerde dikwijls van zijn missiewerk in Afrika naar Europa terug om orgelconcerten te geven.
In 1940 werd de Matthäus Passion-uitvoering door de NCRV op de radio uitgezonden. Dit was meteen de laatste uitvoering van de COV Haarlem in oorlogstijd. Tijdens de Tweede Wereldoorlog weigerde het bestuur van het koor om toe te treden tot de ingestelde Kulturkammer, waardoor repetities en optredens in het openbaar niet meer mogelijk waren. Vanaf dat moment werden er ‘zanglessen’ gegeven in gebouw Zang en Vriendschap aan de Jansstraat of bij dirigent George Robert thuis. In de oorlogsjaren vonden twee concerten plaats die ‘Muzikale Wijdingsdiensten’ werden genoemd. In 1946, toen de oorlog was afgelopen, voerde het koor de Matthäus Passion maar liefst drie maal uit, waarna de jaarlijkse uitvoeringen weer werden hervat.
Ter gelegenheid van het vijftigjarig bestaan van de COV Haarlem zong het koor Bach’s Hohe Messe met ondersteuning van leden uit verschillende andere koren, onder andere begeleid door Albert de Klerk op het orgel en met medewerking van de solisten Elly Ameling en Aafje Heynis.
In 1986 kende H.M. Koningin Beatrix de COV Haarlem de Koninklijke Erepenning toe, ter gelegenheid van het vijfenzeventigjarige bestaan van de vereniging. De penning werd aan het koor overhandigd door burgemeester Elizabeth Schmitz van Haarlem. 
Tot het eind van de vorige eeuw werkte de COV Haarlem samen met het Utrechts Stedelijk Orkest, later bekend onder de naam Noordhollands Philharmonisch Orkest. Daarna trad het koor op met RBO Sinfonia, het Holland Symfonie Orkest en het Promenade Orkest. 
Ter gelegenheid van het honderdjarige bestaan van de COV Haarlem, voerde het koor in 2011 het Gloria van Antonio Vivaldi, The Music Makers van Edward Elgar en de Polovetzer Dansen van Aleksandr Borodin uit.

## Dirigenten
De eerste dirigent van de COV Haarlem was Johan Schoonderbeek. Hij was al dirigent van de COV Amsterdam en Zangvereniging Excelsior in Den Haag toen hij in 1911 bij de COV Haarlem aantrad. Hij was fervent Bach-liefhebber, maar zou niet meer meemaken dat de COV Haarlem vanaf 1929 jaarlijks de Matthäus Passion zou uitvoeren. In 1921 nam hij vanwege gezondheidsredenen afscheid. Henri Oudshoorn, dirigent van het Alkmaarse Toonkunstkoor, verving hem in die periode regelmatig. 
Nico Gerharz, directeur van de Haarlemse Orkestvereniging, nam het directeurschap over, tot hij in 1923 ook vanwege ziekte zou vertrekken. 
George Robert, stadsorganist van Haarlem die er medeverantwoordelijk voor was dat het Cavaillé-Coll orgel naar de Haarlemse Concertzaal kwam, volgde hem op. Hij bracht het koor in aanraking met moderne componisten en onbekende werken van oude meesters, zoals Honegger, Pierné, Boulanger, Dresden en Duruflé. In 1965 werd hij vanwege ziekte tijdelijk vervangen door Jack P Loory.
In 1966 benoemde het bestuur Piet Kiel jr. tot dirigent. Kiel was dirigent van verschillende oratoriumkoren en directeur van de Stichting Muziekschool Haarlemmermeer. In 1976 moest hij zijn functie neerleggen.
Hij gaf het stokje over aan Harry Brasser (1946 – 2020) die het koor gedurende 40 jaar heeft begeleid. Harry Brasser had koordirectie gestudeerd aan het conservatorium in Amsterdam bij Frans Moonen en Jan Pasveer, en orkestdirectie bij Anton Kersjes en Jaap Spaanderman. Hij leidde ook de COV Euphonia en het Gelders-Utrechts Cantatekoor, en was directeur van de muziekschool in Veenendaal.  
Sinds 2016 is Piet Hulsbos dirigent van de COV Haarlem. Piet Hulsbos studeerde koordirectie en orgel aan het Sweelinck Conservatorium in Amsterdam onder leiding van Jan Pasveer en Albert de Klerk, en orkestdirectie aan het Stedelijk Conservatorium in Arnhem. Piet Hulsbos is organist - in 1982 was hij prijswinnaar bij het César Franck Concours voor orgel - , docent en dirigent en heeft verschillende koren en ensembles geleid, waaronder het Goudsch Kamerkoor, het Haarlems Bach Ensemble, het Overveens Vocaal Ensemble, de Heemsteedse Christelijke Oratorium Vereniging, COV IJmuiden, het Koninklijk Haarlems Mannenkoor Zang en Vriendschap en het a capella koor Femmes Vocales in Heemskerk.